# Neferkara Iymeru
| N5 | D28 | F35 | M18 | U6 | G43 | A21 |

| N5 | D28 | F35 | M18 | U6 | G43 | A21 |

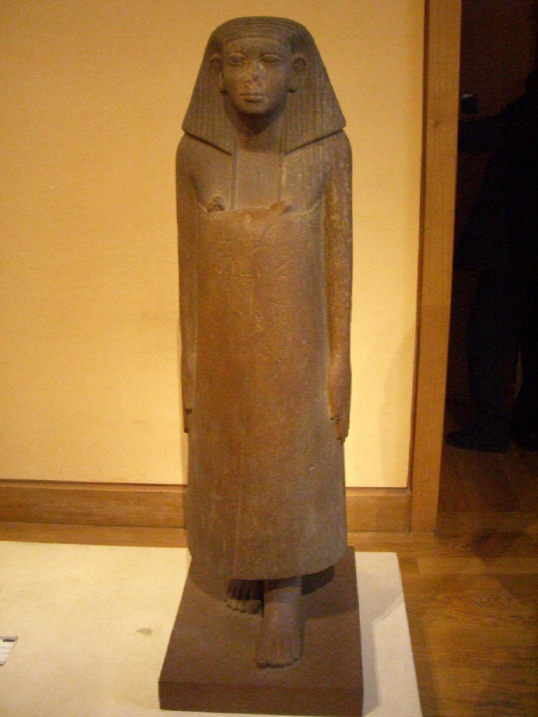
Estatua en gres del chaty Neferkara Iymeru - Museo del Louvre

Neferkara Iymeru fue un chaty (canciller) del faraón Janeferra Sebekhotep, de la decimotercera dinastía, hijo de Iymeru y Satamón.
Se le conoce gracias a varios documentos que dan el nombre de sus padres y aportan luz sobre este turbio período, de faraones débiles e invasiones extranjeras:  
- Tres estatuas encontradas en Karnak, regalo del rey a su ministro y dedicadas al dios Amón-Ra. Una ellas está todavía en su lugar mientras que las otras dos se exponen en el museo de Heildeberg y en el del Louvre, en las tres está vestido con el traje ceremonial del cargo, el shenep, una vestidura larga hasta los tobillos.
  - La primera lo representa sentado.
  - La segunda, sin cabeza, lo representa en cuclillas (la posición del escriba) con un rollo de papiro desenrollado sobre sus piernas cruzadas y la necesaria paleta sobre el hombro.
  - La tercera, casi intacta, lo muestra de pie, con los brazos a lo largo del cuerpo, la pierna izquierda adelantada en la actitud de la marcha y con el claft, un tocado que se formaba con un lienzo cuadrado ajustado a la frente y con caídas a los lados.
- Una estela fragmentada, también encontrada en el templo de Amón de Karnak, que ordena las ofrendas regulares destinadas al culto del chaty.
- Una estatua descubierta en el santuario de Heqa-ib en Elefantina dedicada a Satet, que de nuevo le representa como escriba, con un rollo de papiro desenrollado sobre las piernas.
- Una inscripción descubierta en el  uadi Hammamat sobre una expedición organizada por el dignatario en nombre del faraón.
- Una impresión de sello descubierta en Abidos con su nombre.

El número de descubrimientos que lo mencionan, elevado en comparación con los escasos documentos relativos a los otros chatys del mismo período, hace pensar que Neferkara Iymeru era un personaje poderoso y muy influyente. Ostentaba numerosos títulos y participaba en las grandes ceremonias del reino. Se sabe, gracias a la estatua conservada en el Louvre, que participó en la inauguración y probablemente supervisó la construcción de una Casa del millón de años, edificio de culto en honor del soberano reinante y dedicado a la divinidad local (en este caso Amon-Ra) indicando incluso el nombre del edificio. Esta precisión, muy rara en este período, certifica la existencia a partir de esta época de estas fundaciones bien conocidas para el Imperio Nuevo.
Según la inscripción que lleva la estatua que permanece en Karnak, Neferkara Iymeru declara haber sometido una rebelión en una parte del país lo que, aunque no nombra cual es, muestra los desórdenes a que tuvieron que enfrentarse los faraones de esta dinastía. Finalmente según este mismo documento, es probable que Neferkara Iymeru fuera el preceptor del heredero al trono, ya que junto él se encuentra la figura en altorrelieve de un joven con la trenza de la infancia.